# (3700) Geowilliams
(3700) Geowilliams – planetoida z pasa głównego asteroid okrążająca Słońce w ciągu 3 lat i 275 dni w średniej odległości 2,41 au Została odkryta 23 października 1984 roku w Obserwatorium Palomar przez Carolyn i Eugene Shoemakerów. Nazwa planetoidy pochodzi od George’a E. Williamsa, geologa z Broken Hill Proprietary Co., Ltd. w Adelaide w Australii Południowej. Przed nadaniem nazwy planetoida nosiła oznaczenie tymczasowe (3700) 1984 UL2.